# Шеино (Бабаевский район)
Шеино — деревня в Бабаевском районе Вологодской области.
Входит в состав Центрального сельского поселения, с точки зрения административно-территориального деления — в Центральный сельсовет.
Расположена на левом берегу реки Колошма. Расстояние по автодороге до районного центра Бабаево составляет 91 км, до центра муниципального образования деревни Киино — 3 км. Ближайшие населённые пункты — Гора, Калачево, Качалово, Кондратово, Федьково.
Население по данным переписи 2002 года — 11 человек.